# Sportjahr 1960
Liste der Sportjahre

◄◄ | ◄ | 1956 | 1957 | 1958 | 1959 | Sportjahr 1960 | 1961 | 1962 | 1963 | 1964 | ► | ►►

Weitere Ereignisse   · Olympische Spiele · Olympische Winterspiele

## Olympische Spiele
- 18. Februar bis 28. Februar: Olympische Winterspiele 1960 in Squaw Valley, USA
- 25. August bis 11. September: Olympische Spiele 1960 in Rom
- Sommer-Paralympics 1960

## Badminton
Höhepunkte des Badmintonjahres 1960 waren der Uber Cup 1960 sowie die All England, die Scottish Open, die German Open, die Dutch Open und die French Open.

### Internationale Veranstaltungen
| Veranstaltung | Herreneinzel     | Dameneinzel    | Herrendoppel                   | Damendoppel                  | Mixed                                       |
| ------------- | ---------------- | -------------- | ------------------------------ | ---------------------------- | ------------------------------------------- |
| All England   | Erland Kops      | Judy Devlin    | Finn Kobberø Poul-Erik Nielsen | Sue Devlin Judy Devlin       | Finn Kobberø Kirsten Granlund               |
| French Open   | Ferry Sonneville | Rita A. Rabey  | Heah Hock Heng Jimmy Lim       | Audrey Stone Ursula Smith    | Ferry Sonneville Yvonne Theresia Sonneville |
| German Open   | Ferry Sonneville | Eva Pettersson | Bertil Glans Berndt Dahlberg   | Agnete Friis Inger Kjærgaard | Bjørn Holst-Christensen Inger Kjærgaard     |
| Malaysia Open | Choong Ewe Beng  | Minarni        | Teh Kew San Lim Say Hup        | Tan Gaik Bee Cecilia Samuel  | Lim Say Hup Tan Gaik Bee                    |
| Swedish Open  | Berndt Dahlberg  | Eva Pettersson | Finn Kobberø Poul-Erik Nielsen | Ingrid Dahlberg Berit Olsson | Poul-Erik Nielsen Bodil Sterner             |

## Fußball
- Europapokal der Fußball-Nationalmannschaften 1955 bis 1960
- 6. Juli bis 10. Juli: Fußball-Europameisterschaft 1960 in Frankreich

## Handball
- Feldhandball-Weltmeisterschaft der Frauen 1960

## Leichtathletik

### Leichtathletik-Weltrekorde

#### Sprint
- 7. Februar: Wilma Rudolph, USA, läuft die 200 Meter der Frauen in 22,9 s.
- 6. Mai: Otis Davis, USA, läuft die 400 Meter der Männer in 44,9 s.
- 12. Juni: Wilma Rudolph, USA, läuft die 100 Meter der Frauen 11,3 s.
- 21. Juni: Armin Hary, Deutschland, läuft die 100 Meter der Männer in 10 Sekunden.
- 2. Juli: Peter Radford, Großbritannien, läuft in Wolverhampton die 200 Meter der Männer in 20,5 s. Am gleichen Tag laufen auch die US-Amerikaner Ray Norton und Stonewall Johnson in Palo Alto die gleiche Zeit.

#### Mittelstreckenlauf
- 3. April: Ljudmila Schewzowa, Sowjetunion, läuft die 800 Meter der Frauen in 2:04,3 min.
- 6. Mai: Herb Elliott, Australien, läuft die 1500 Meter der Männer in 3:35,6 min.

#### Langstreckenlauf
- 10. Juni: Abebe Bikila, Äthiopien, läuft den Marathon der Männer in 2:15:16 h.
- 15. Juni: Pjotr Bolotnikow, Sowjetunion, läuft die 10.000 Meter der Männer in 28:18,8 min.

#### Hürdenlauf
- 21. April: Lee Calhoun, USA, läuft die 110 Meter Hürden der Männer in 13,2 s.
- 26. Juli: Zdzisław Krzyszkowiak, Polen, läuft die 3000 Meter Hindernis der Männer in 8:31,4 min.

#### Gehen
- 16. Mai: Abdon Pamich, Italien, absolviert das 50.000-Meter-Gehen der Männer in 4:03:02 h.

#### Wurfdisziplinen
- 5. März: Dallas Long, USA, stößt im Kugelstoßen der Männer 19,38 m.
- 19. März: Bill Nieder, USA, stößt im Kugelstoßen der Männer 19,45 m.
- 26. März: Dallas Long, USA, stößt im Kugelstoßen der Männer 19,67 m.
- 2. April: Bill Nieder, USA, stößt im Kugelstoßen der Männer 19,99 m.
- 3. Mai: Elvīra Ozoliņa, Sowjetunion, erreicht im Speerwurf der Frauen 57,92 m.
- 4. Juni: Elvīra Ozoliņa, Sowjetunion, erreicht im Speerwurf der Frauen 59,55 m.
- 12. August: Bill Nieder, USA, stößt im Kugelstoßen der Männer 10,06 m.
- 12. August: Hal Connolly, USA, wirft im Hammerwurf der Männer 70,33 m.
- 12. August: Rink Babka, USA, erreicht im Diskuswurf der Männer 59,91 m.
- 12. Oktober: Tamara Press, Sowjetunion, erreicht im Diskuswurf der Frauen 57,15 m.

#### Sprungdisziplinen
- 30. April: John Thomas, USA, springt im Hochsprung der Männer 2,17 m.
- 21. Mai: John Thomas, USA, erreicht im Hochsprung der Männer neuerlich 2,17 m.
- 24. Juni: John Thomas, USA, springt im Hochsprung der Männer 2,18 m.
- 1. Juli: John Thomas, USA, springt im Hochsprung der Männer 2,22 m.
- 2. Juli: Don Bragg, USA, überwindet im Stabhochsprung der Männer 4,80 m.
- 6. Juli: Iolanda Balaș, Rumänien, springt im Hochsprung der Frauen 1,85 m.
- 5. August: Jozef Schmidt, Polen, springt im Dreisprung der Männer 17,03 m.
- 12. August: Ralph Boston, USA, springt im Weitsprung der Männer 8,21 m.
- 6. September: Hildrun Claus, DDR, erreicht im Weitsprung der Frauen 6,40 m.

#### Mehrkampf
- 9. Juli: Rafer Johnson, USA, erreicht im Zehnkampf der Männer 8683 Punkte.

## Motorsport
- Automobil-Weltmeisterschaft 1960
- Motorrad-Weltmeisterschaft 1960

## Radsport
- Giro d’Italia 1960
- Tour de France 1960
- Internationale Afri-Cola Deutschland-Rundfahrt 1960
- Internationale Friedensfahrt 1960
- UCI-Bahn-Weltmeisterschaften 1960
- UCI-Straßen-Weltmeisterschaften 1960

## Schach
- Schachweltmeisterschaft 1960

## Tischtennis
- Tischtennis-Europameisterschaft 1960 5. bis 12. April in Zagreb (Jugoslawien)
- Länderspiele Deutschlands (Freundschaftsspiele)
  - November: St. Pölten: D. – Österreich 5:3 (Herren)
  - November: St. Pölten: D. – Österreich 4:5 (Damen)

## Volleyball
- Volleyball-Weltmeisterschaft der Männer 1960

## Wintersport
- Alpine Skiweltmeisterschaft 1960
- Bob-Weltmeisterschaft 1960
- Eishockey-Weltmeisterschaft 1960
- Eiskunstlauf-Weltmeisterschaften 1960
- Nordische Skiweltmeisterschaft 1960
- Rennrodel-Weltmeisterschaften 1960

## Geboren

### Januar
- 01. Januar: Frank Minnifield, US-amerikanischer American-Football-Spieler
- 03. Januar: Bruno Bonhuil, französischer Motorradrennfahrer († 2005)
- 04. Januar: Olaf Werner, deutscher Fußballspieler
- 05. Januar: Hans Stanggassinger, deutscher Rennrodler
- 07. Januar: Steve Webster, britischer Motorradrennfahrer
- 09. Januar: Geir Gulliksen, norwegischer Springreiter
- 10. Januar: Claudia Losch, deutsche Leichtathletin und Olympiasiegerin
- 13. Januar: Jutta Ploch, deutsche Ruderin
- 13. Januar: Monika Steinmetz, deutsche Fußballspielerin
- 17. Januar: Klaus Kotzmann, deutscher Florettfechter
- 18. Januar: Anatoli Starostin, sowjetisch-russischer Moderner Fünfkampfer und Olympiasieger
- 20. Januar: Falk Boden, deutscher Radrennfahrer
- 21. Januar: Israel Akopkochjan, armenischer Boxer
- 29. Januar: Greg Louganis, US-amerikanischer Kunstspringer und Olympiasieger
- 30. Januar: Jürgen Aust, deutscher Fußballschiedsrichter

### Februar
- 01. Februar: Andreas Asche, deutscher Fußballtorwart
- 01. Februar: Fabrizio Pirovano, italienischer Motorradrennfahrer († 2016)

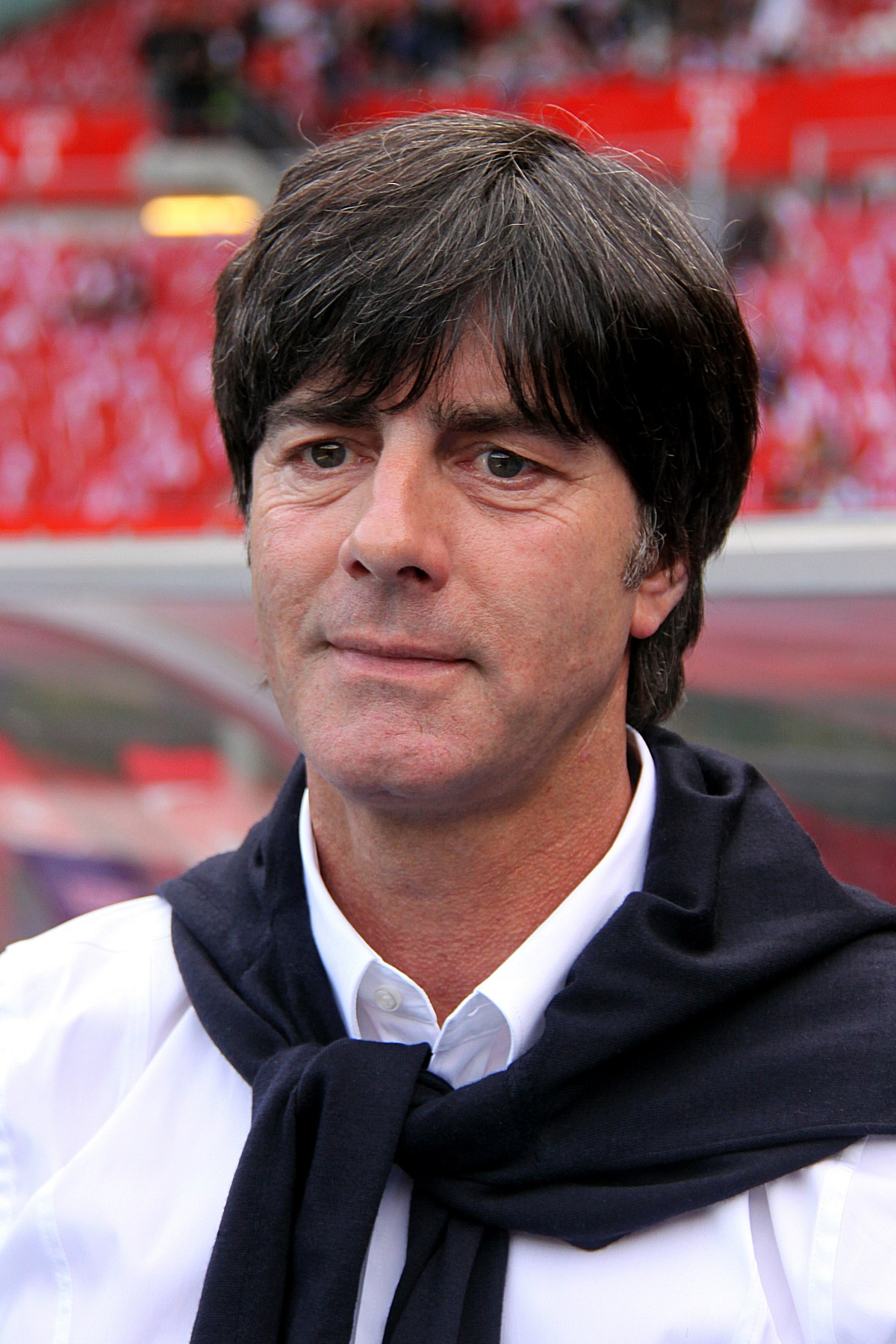
Joachim Löw

- 03. Februar: Joachim Löw, deutscher Fußballtrainer
- 06. Februar: Erich Amplatz, österreichischer Tischtennisspieler
- 07. Februar: Gabriel Calderón, argentinischer Fußballspieler und -trainer
- 08. Februar: Sedat Karaoğlu, türkischer Fußballspieler († 2014)
- 09. Februar: Olesja Barel, russische Basketballspielerin
- 10. Februar: Rawilja Agletdinowa, sowjetische Mittelstreckenläuferin († 1999)
- 11. Februar: Grant Main, kanadischer Ruderer

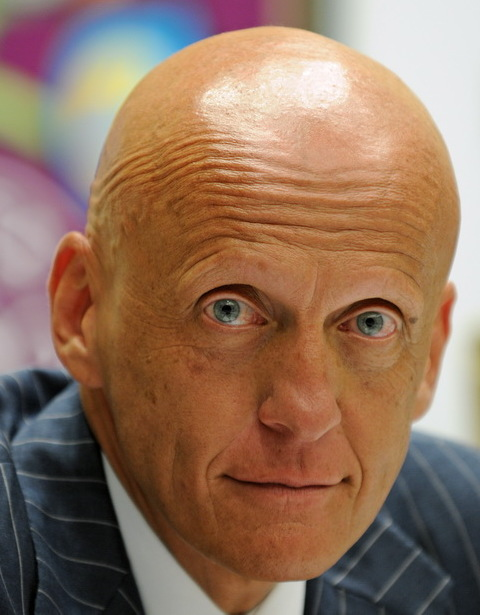
Pierluigi Collina

- 13. Februar: Pierluigi Collina, italienischer Fußballschiedsrichter
- 13. Februar: Artur Jussupow, deutscher Schachspieler russischer Herkunft
- 16. Februar: Olga Antonowa, russische Leichtathletin
- 16. Februar: Rike Koekkoek, deutsche Fußballspielerin
- 16. Februar: Reiner Maurer, deutscher Fußballspieler und -trainer
- 17. Februar: Bernard Santal, Schweizer Automobilrennfahrer
- 18. Februar: Niggi Schmassmann, Schweizer Motorradrennfahrer
- 20. Februar: Paul Arpin, französischer Langstreckenläufer
- 21. Februar: Marc Dutreeuw, belgischer Schachspieler
- 22. Februar: Tillmann Loch, deutscher Urologe und Handballspieler
- 23. Februar: Gavin Stevens, neuseeländischer Radrennfahrer und Leichtathlet
- 25. Februar: Heiko Fischer, deutscher Eiskunstläufer († 1989)
- 27. Februar: Pär Arvidsson, schwedischer Schwimmer
- 27. Februar: Andrés Gómez, ecuadorianischer Tennisspieler

### März
- 01. März: Armin Reutershahn, deutscher Fußballtrainer
- 02. März: Frank Rohde, deutscher Fußballspieler
- 03. März: Andreas Thiel, deutscher Handballtorwart
- 06. März: Mike Munchak, US-amerikanischer American-Football-Spieler und -Trainer
- 07. März: Ivan Lendl, tschechischer Tennisspieler
- 07. März: Siegfried Wentz, deutscher Leichtathlet
- 11. März: Renate Riek, deutsche Volleyballspielerin
- 15. März: Ioan Andone, rumänischer Fußballspieler und -trainer
- 15. März: Carole Rouillard, kanadische Leichtathletin
- 16. März: Surab Asmaiparaschwili, georgischer Schachmeister
- 17. März: Thomas Kempe, deutscher Fußballspieler

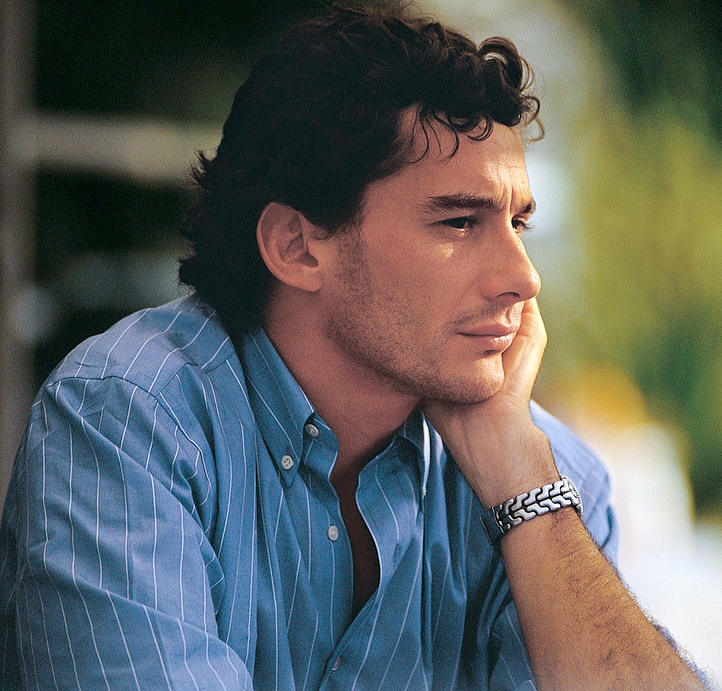
Ayrton Senna

- 21. März: Ayrton Senna, brasilianischer Automobilrennfahrer († 1994)
- 24. März: Ralf Regenbogen, deutscher Fußballspieler
- 24. März: Yasser Seirawan, US-amerikanischer Schachspieler
- 25. März: Juha Hirvi, finnischer Sportschütze
- 25. März: Peter Seisenbacher, österreichischer Judoka
- 26. März: Allan Peiper, australischer Radrennfahrer
- 27. März: Hans Pflügler, deutscher Fußballspieler
- 28. März: Heidi Wiesler, deutsche Skirennläuferin
- 30. März: Bill Johnson, US-amerikanischer Skirennläufer († 2016)
- 30. März: Welcome Ncita, südafrikanischer Boxer
- 31. März: Sándor Balogh, ungarisch-deutscher Handballspieler und -trainer

### April
- 01. April: Marina Koschewaja, russische Schwimmerin und Olympiasiegerin 1976
- 01. April: Reijo Ruotsalainen, finnischer Eishockeyspieler
- 02. April: Linford Christie, britischer Leichtathlet
- 04. April: Jonathan Agnew, englischer Cricketspieler
- 04. April: Murray Chandler, britischer Schachmeister mit neuseeländischen Wurzeln
- 05. April: Jorma Paavilainen, finnischer Schachkomponist und -spieler
- 07. April: Norbert Schramm, deutscher Eiskunstläufer
- 08. April: Birgit Friedmann, deutsche Leichtathletin
- 12. April: Wiktor Moskalenko, ukrainischer Schachgroßmeister

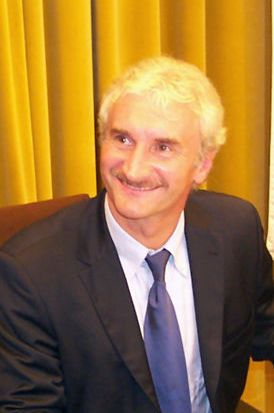
Rudi Völler

- 13. April: Rudi Völler, deutscher Fußballspieler
- 13. April: Olaf Ludwig, deutscher Radsportler
- 15. April: Pedro Delgado, spanischer Radrennfahrer
- 16. April: Pierre Littbarski, deutscher Fußballspieler und Trainer
- 16. April: Rafael Benítez, spanischer Fußballtrainer
- 18. April: Jelena Schupijewa-Wjasowa, ukrainische Langstreckenläuferin
- 20. April: Debbie Flintoff-King, australische Leichtathletin und Olympiasiegerin
- 25. April: Francesco Romano, italienischer Fußballspieler
- 27. April: Bogdan Daras, polnischer Ringer († 2025)
- 27. April: Hanne Hegh, norwegische Handballspielerin
- 28. April: Rui Águas, portugiesischer Fußballspieler und -trainer
- 28. April: Walter Zenga, italienischer Fußballspieler und -trainer

### Mai
- 03. Mai: Kathy Cook, britische Leichtathletin und Olympionikin
- 06. Mai: Ljudmila Andonowa, bulgarische Hochspringerin
- 07. Mai: Eric Lobron, deutscher Schachmeister
- 08. Mai: Kadir Akbulut, türkischer Fußballspieler
- 08. Mai: Franco Baresi, italienischer Fußballspieler
- 10. Mai: Klaus-Peter Nabein, deutscher Mittel- und Langstreckenläufer († 2009)
- 10. Mai: Merlene Ottey, slowenisch-jamaikanische Leichtathletin
- 11. Mai: Jürgen Schult, deutscher Leichtathlet
- 12. Mai: Lisa Martin-Ondieki, australische Langstreckenläuferin und Olympionikin
- 13. Mai: Uwe Dreher, deutscher Fußballspieler und -trainer († 2016)
- 14. Mai: Mohamed Zaoui, algerischer Amateurboxer
- 14. Mai: Steve Williams, US-amerikanischer Wrestler († 2009)
- 18. Mai: Brent Ashton, kanadischer Eishockeyspieler

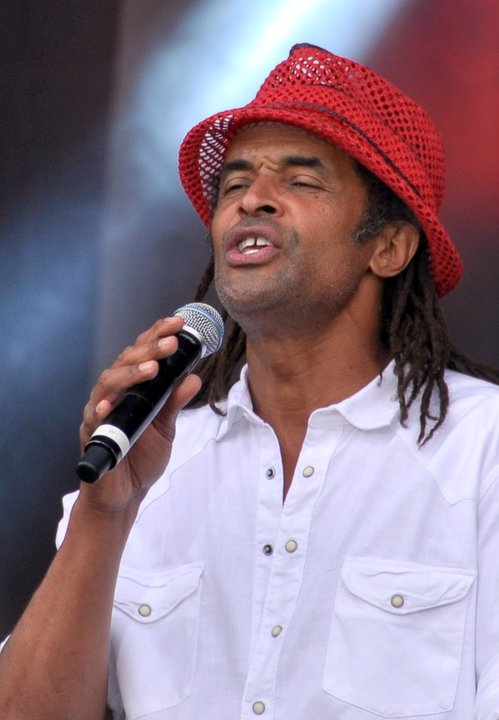
Yannick Noah

- 18. Mai: Yannick Noah, französischer Tennisspieler und Popsänger mit kamerunischen Wurzeln
- 18. Mai: Jari Kurri, finnischer Eishockeyspieler
- 20. Mai: Étienne Néant, französischer Radrennfahrer († 2003)
- 21. Mai: Wladimir Salnikow, russischer Schwimmer und Olympiasieger
- 25. Mai: David Sweeney, kanadischer Regattasegler († 2021)
- 26. Mai: Kazimiera Strolienė, litauische Biathletin und Skilangläuferin
- 27. Mai: Ray Armstead, US-amerikanischer Leichtathlet und Olympiasieger
- 27. Mai: Emir Mutapčić, jugoslawischer und bosnischer Basketballspieler und -trainer
- 30. Mai: Jang Yun-chang, südkoreanischer Volleyballspieler († 2025)

### Juni
- 01. Juni: Wladimir Krutow, russischer Eishockeyspieler und -trainer († 2012)
- 02. Juni: Olga Bondarenko, russische Leichtathletin und Olympiasiegerin
- 07. Juni: Svetlana Dašić-Kitić, serbische Handballspielerin
- 10. Juni: Carina Lilge-Leutner, österreichische Langstreckenläuferin († 2017)
- 11. Juni: Sissy Raith, deutsche Fußballspielerin und -trainerin
- 12. Juni: Hagen Stamm, deutscher Wasserballspieler
- 13. Juni: Ezio Gianola, italienischer Motorradrennfahrer
- 19. Juni: Raúl Vicente Amarilla, paraguayischer Fußballspieler und -trainer
- 21. Juni: Andreas Knebel, deutscher Leichtathlet
- 25. Juni: Aldo Serena, italienischer Fußballspieler
- 26. Juni: Peter Pysall, deutscher Handballtrainer und Handballspieler
- 28. Juni: Lars Karlsson, schwedischer Eishockeyspieler

### Juli

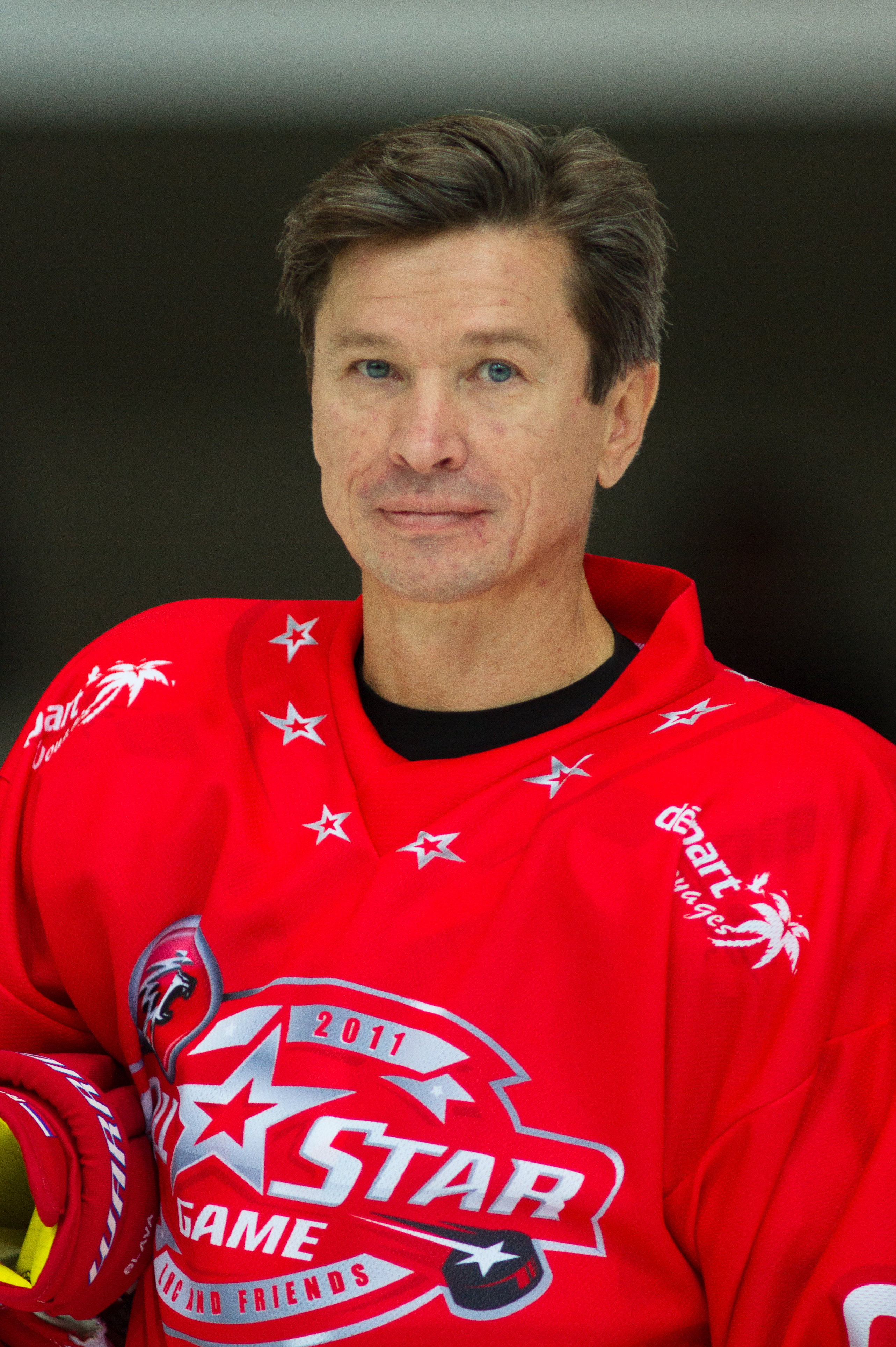
Wjatscheslaw Bykow

- 01. Juli: Lynn Jennings, US-amerikanische Leichtathletin und Olympionikin
- 01. Juli: Marie-Luce Waldmeier, französische Skirennläuferin
- 04. Juli: Roland Ratzenberger, österreichischer Automobilrennfahrer († 1994)
- 04. Juli: Barry Windham, US-amerikanischer Wrestler
- 06. Juli: Valerie Brisco-Hooks, US-amerikanische Leichtathletin und Olympiasiegerin
- 06. Juli: Robbie Dunn, australischer Fußballspieler und -trainer
- 08. Juli: Sabine Bothe, deutsche Handballtorhüterin († 2023)
- 09. Juli: Michael Feichtenbeiner, deutscher Fußballtrainer
- 17. Juli: Andrea Mandorlini, italienischer Fußballspieler und -trainer
- 20. Juli: Kris Nissen, dänischer Automobilrennfahrer
- 21. Juli: Fritz Walter, deutscher Fußballspieler
- 23. Juli: Fadil Vokrri, jugoslawischer Fußballspieler und Präsident des Fußballverbands des Kosovos († 2018)
- 24. Juli: Wjatscheslaw Bykow, russischer Eishockeyspieler und -trainer
- 24. Juli: Catherine Destivelle, französische Alpinistin
- 26. Juli: Elena Grölz, deutsche Handballspielerin († 2025)
- 28. Juli: Alexandre Czerniatynski, belgischer Fußballspieler
- 28. Juli: Wiktor Manakow, russisch-sowjetischer Radrennfahrer und Radsporttrainer († 2019)

### August
- 01. August: Ann Kathrin Linsenhoff, deutsche Dressurreiterin
- 02. August: Wilfredo Vázquez, puerto-ricanischer Boxer
- 03. August: Tim Mayotte, US-amerikanischer Tennisspieler
- 03. August: Kim Milton Nielsen, dänischer Fußball-Schiedsrichter
- 06. August: Landis Arnold, US-amerikanischer Skispringer
- 07. August: Steven Rooks, niederländischer Radrennfahrer
- 07. August: Dirk Sommerfeld, deutscher Handballspieler
- 12. August: Laurent Fignon, französischer Radrennfahrer († 2010)
- 13. August: Phil Taylor, englischer Dartspieler
- 14. August: Igor Jurjewitsch Nikulin, russischer Leichtathlet († 2021)
- 15. August: Riki Ellison, neuseeländischer American-Football-Spieler
- 17. August: Ágúst Már Jónsson, isländischer Fußballspieler
- 18. August: Frits Van Bindsbergen, niederländischer Radrennfahrer
- 19. August: Morten Andersen, dänischer American-Football-Spieler
- 19. August: Bobby Hebert, US-amerikanischer American-Football-Spieler
- 24. August: Kim Christofte, dänischer Fußballspieler
- 28. August: Julio César Romero, paraguayischer Fußballspieler

### September
- 01. September: Ralf Aussem, deutscher Fußballspieler
- 02. September: Jens Peter Nierhoff, dänischer Badmintonspieler
- 02. September: Doug Polen, US-amerikanischer Motorradrennfahrer
- 03. September: Anett Pötzsch, deutsche Eiskunstläuferin
- 04. September: Elke Richter, deutsche Fußballspielerin
- 06. September: Stephan Engels, deutscher Fußballspieler
- 07. September: Stephan Kuhnert, deutscher Fußballspieler

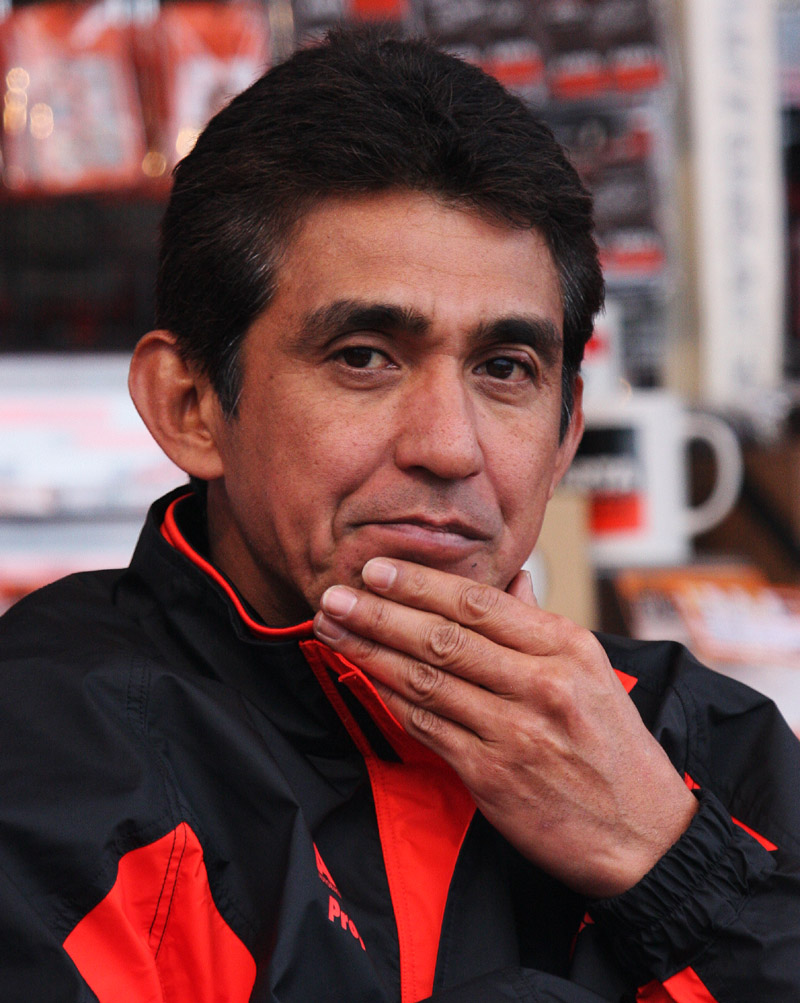
Aguri Suzuki

- 08. September: Aguri Suzuki, japanischer Automobilrennfahrer und Rennstallbesitzer
- 11. September: Predrag Nikolić, bosnischer Schachspieler
- 11. September: Ágúst Hauksson, isländischer Fußballspieler
- 12. September: Uwe Ackermann, deutscher Leichtathlet
- 12. September: Marie-Agnès Annequin-Plantagenet, französische Fußballspielerin
- 12. September: Julian Jackson, Boxer von den Jungferninseln
- 13. September: Hubert Schwarz, deutscher Skisportler
- 15. September: Klaus Abbelen, deutscher Rennfahrer und Unternehmer
- 17. September: Damon Hill, britischer Formel-1-Rennfahrer, Weltmeister 1996
- 18. September: Lassaad Abdelli, tunesischer Fußballspieler
- 20. September: Alice Brown, US-amerikanische Leichtathletin und Olympiasiegerin
- 21. September: Marion Appel, deutsche Volleyballspielerin
- 23. September: Barbara Mensing, deutsche Bogenschützin
- 25. September: Ihor Bjelanow, sowjetischer und ukrainischer Fußballspieler
- 26. September: Uwe Bein, deutscher Fußballspieler
- 27. September: Marco Saviozzi, französischer Automobilrennfahrer
- 28. September: Mehmed Baždarević, jugoslawischer Fußballspieler und bosnisch-herzegowinischer Fußballtrainer

### Oktober

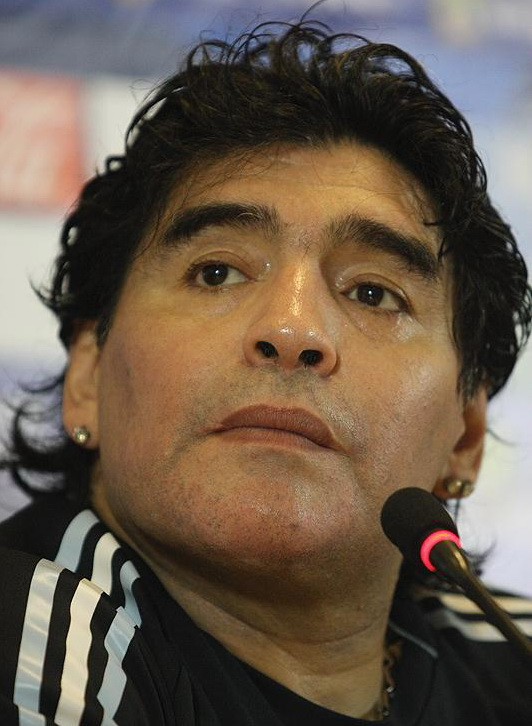
Diego Maradona

- 02. Oktober: Glenn Anderson, kanadischer Eishockeyspieler
- 02. Oktober: Volker Beck, deutscher Fußballspieler
- 03. Oktober: Susanne Jahn, deutsche Fußballspielerin
- 05. Oktober: Careca, brasilianischer Fußballspieler
- 06. Oktober: Sergej Ponomarenko, russischer Eiskunstläufer und Olympiasieger 1992
- 08. Oktober: Andrea Anastasi, italienischer Volleyballtrainer und -spieler
- 08. Oktober: Ralf Minge, deutscher Fußballspieler
- 08. Oktober: Thomas Schwechheimer, deutscher Amateurfußballspieler
- 09. Oktober: Bruno Rossetti, französischer Sportschütze († 2018)
- 12. Oktober: Karsten Heinz, deutscher Handballtrainer und Handballtorwart
- 14. Oktober: Steve Cram, englischer Leichtathlet
- 14. Oktober: Hubertus Hess-Grunewald, deutscher Rechtsanwalt und Fußballfunktionär
- 16. Oktober: Jürgen Jansen, deutscher Schiedsrichter
- 16. Oktober: Petra Pfaff, deutsche Leichtathletin
- 17. Oktober: Hartmut Weber, deutscher Leichtathlet
- 18. Oktober: Mary Lewis, US-amerikanische Judoka
- 18. Oktober: Horst Wiemann, deutscher Handballspieler und -trainer
- 22. Oktober: Harri Toivonen, finnischer Automobilrennfahrer
- 23. Oktober: Wayne Rainey, US-amerikanischer Motorradrennfahrer
- 24. Oktober: Bernd Andler, deutscher Handballschiedsrichter
- 24. Oktober: Wolfgang Güllich, deutscher Sportkletterer († 1992)
- 24. Oktober: Joachim Winkelhock, deutscher Automobilrennfahrer
- 30. Oktober: Diego Maradona, argentinischer Fußballspieler († 2020)
- 31. Oktober: Wilfried Aepinus, deutscher Fußballspieler

### November

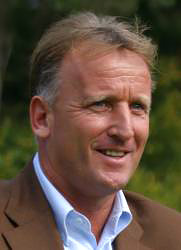
Andreas Brehme

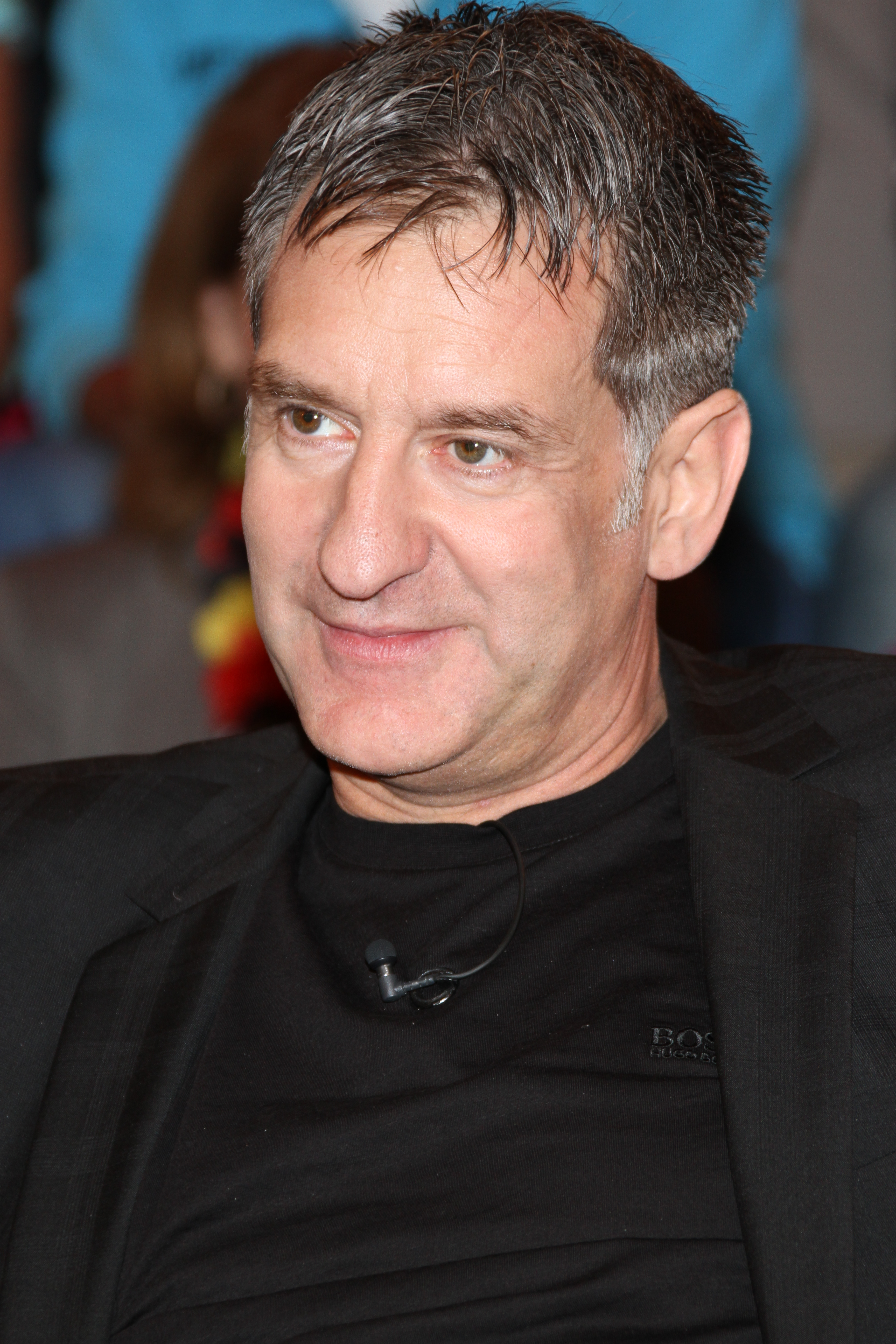
Eike Immel

- 01. November: Fernando Valenzuela, mexikanischer Baseballspieler († 2024)
- 05. November: Betsy Haines, US-amerikanische Skilangläuferin
- 06. November: Kevin Neufeld, kanadischer Ruderer († 2022)
- 09. November: Andreas Brehme, deutscher Fußballspieler und -trainer († 2024)
- 09. November: Roland Dickgießer, deutscher Fußballspieler
- 10. November: Georg Fischer, deutscher Biathlet und Skilangläufer
- 11. November: Marcel Koller, Schweizer Fußballspieler und -trainer
- 11. November: Mihail Lucian Popescu, rumänischer Eishockeyspieler († 2021)
- 14. November: Bernard Brandt, Schweizer Freestyle-Skier
- 14. November: Claudio Schiavoni, italienischer Automobilrennfahrer
- 16. November: Natalja Anissimowa, russische Handballspielerin
- 17. November: Petrik Sander, deutscher Fußballtrainer und -funktionär
- 19. November: Wassili Tichonow, sowjetischer Ruderer
- 22. November: Jesper Knudsen, dänischer Badmintonspieler
- 23. November: Sam Ermolenko, US-amerikanischer Bahnsportler
- 25. November: Robert Dunlop, britischer Motorradrennfahrer († 2008)
- 26. November: Harry Clarke, englischer Fußballspieler
- 26. November: Delio Rossi, italienischer Fußballspieler und -trainer
- 26. November: Christian Steiner, deutscher Eiskunstläufer († 2025)
- 27. November: Eike Immel, deutscher Fußballspieler
- 30. November: Gary Lineker, englischer Fußballspieler

### Dezember
- 01. Dezember: Andrea Ehrig-Mitscherlich, deutsche Eisschnellläuferin
- 03. Dezember: Igor Larionow, russischer Eishockeyspieler
- 03. Dezember: Marina Makropoulou, griechische Schachspielerin
- 04. Dezember: Glynis Nunn, australische Leichtathletin und Olympiasiegerin
- 05. Dezember: Frans Adelaar, niederländischer Fußballspieler und -trainer
- 05. Dezember: Günter Hermann, deutscher Fußballspieler
- 12. Dezember: Vésteinn Hafsteinsson, isländischer Leichtathlet
- 12. Dezember: Martina Hellmann, deutsche Leichtathletin
- 17. Dezember: Moreno Argentin, italienischer Radrennfahrer
- 18. Dezember: Bob Brooke, US-amerikanischer Eishockeyspieler
- 18. Dezember: Hans-Jörg Criens, deutscher Fußballspieler († 2019)
- 24. Dezember: Erik Rasmussen, dänischer Fußballspieler und -trainer
- 26. Dezember: Ruud Kaiser, niederländischer Fußballspieler und -trainer
- 28. Dezember: Ray Bourque, kanadischer Eishockeyspieler
- 29. Dezember: Carola Anding, deutsche Skilangläuferin und Olympiasiegerin
- 29. Dezember: Daniele Fontecchio, italienischer Leichtathlet
- 30. Dezember: Rick Amann, deutscher Eishockeyspieler

### Genaues Datum unbekannt
- Sheikh Omar Fye, gambischer Leichtathlet
- Waheed Khamis al-Salem, katarischer Leichtathlet

## Gestorben

### Januar
- 01. Januar: Robert Coleman, britischer Segler (* 1883)
- 01. Januar: Kurt Sucksdorff, schwedischer Eishockeytorhüter (* 1904)
- 02. Januar: Fausto Coppi, italienischer Radrennfahrer (* 1919)
- 05. Januar: Félix Bermudes, portugiesischer Sportschütze (* 1874)
- 07. Januar: Dorothy Lambert Chambers, englische Tennis- und Badmintonspielerin (* 1878)
- 13. Januar: William Hammond, britischer Radrennfahrer (* 1886)
- 14. Januar: Karl Bähre, deutscher Wasserballspieler (* 1899)
- 18. Januar: Richard von Foregger, österreichischer Schwimmer (* 1872)
- 18. Januar: Raymond de Tornaco, belgischer Automobilrennfahrer (* 1886)
- 19. Januar: William Coales, britischer Langstreckenläufer (* 1886)
- 20. Januar: Harry Svendsen, norwegischer Schwimmer (* 1895)
- 22. Januar: Carl Ringvold senior, norwegischer Segler (* 1876)
- 23. Januar: Hendrik van Blijenburgh, niederländischer Fechter (* 1877)
- 23. Januar: Guy Daniel-Lamazière, französischer Automobilrennfahrer (* 1877)
- 23. Januar: Édouard Mény de Marangue, französischer Tennisspieler (* 1882)
- 24. Januar: René Schiltz, französischer Autorennfahrer (* 1894)
- 31. Januar: Harry Blanchard, US-amerikanischer Automobilrennfahrer (* 1931)

### Februar
- 02. Februar: Eilert Falch-Lund, norwegischer Segler (* 1875)
- 04. Februar: Carl Björkman, schwedischer Sportschütze (* 1869)
- 08. Februar: Eduard Hermann, estnischer Geher (* 1887)
- 09. Februar: Leslie Callingham, britischer Automobilrennfahrer (* 1905)
- 10. Februar: William Halpenny, kanadischer Stabhochspringer (* 1882)
- 12. Februar: Henri De Deken, belgischer Fußballspieler (* 1907)
- 12. Februar: Roelof Klein, niederländischer Ruderer (* 1877)
- 15. Februar: Tonny Kessler, niederländischer Fußballspieler (* 1889)
- 16. Februar: Leopold Neubauer, österreichischer Fußballspieler (* 1889)
- 18. Februar: Lewis Sheldon, US-amerikanischer Leichtathlet (* 1874)
- 20. Februar: Karl Gustafsson, schwedischer Fußballspieler (* 1888)
- 21. Februar: John Hagerman, kanadisch-US-amerikanischer Weit- und Dreispringer (* 1881)
- 23. Februar: Arthur Legat, belgischer Automobilrennfahrer (* 1898)
- 23. Februar: Alexandre Lippmann, französischer Degenfechter (* 1881)
- 23. Februar: Alfonso Tusell, spanischer Wasserballspieler (* 1906)
- 24. Februar: Pierre Albarran, französischer Tennisspieler (* 1893)
- 26. Februar: Axel Eriksson, schwedischer Leichtathlet (* 1903)
- 27. Februar: Ettore Chimeri, venezolanischer Automobilrennfahrer (* 1924)
- 29. Februar: Samuel Walker, britischer Turner (* 1883)

### März
- 07. März: Edward Lessimore, britischer Sportschütze (* 1881)
- 09. März: Raymond Murray, US-amerikanischer Eisschnellläufer (* 1910)
- 13. März: Louis Wagner, französischer Automobilrennfahrer (* 1882)
- 14. März: Ludwig Böck, deutscher Skisportler (* 1902)
- 14. März: Ioannis Georgiadis, griechischer Fechter (* 1876)
- 15. März: Herman Bjørklund, norwegischer Tennisspieler (* 1883)
- 20. März: Léon Sée, französischer Fechter (* 1877)
- 22. März: Maurice Hochepied, französischer Schwimmer und Wasserballspieler (* 1881)
- 23. März: Raoul Paoli, französischer Leichtathlet, Ringer, Rugbyspieler, Boxer und Schauspieler (* 1887)
- 25. März: Kurt Einsiedel, deutscher Radrennfahrer (* 1907)
- 26. März: Heikki Åhlman, finnischer Leichtathlet (* 1879)
- 31. März: Franz-Josef Binder, österreichischer Motorradrennfahrer und Entwicklungsingenieur (* 1908)

### April
- 02. April: Rudolf Kauschka, deutschböhmischer Rennrodler (* 1883)
- 09. April: John Braid, britischer Cricketspieler (* 1869)
- 10. April: Oscar Hamrén, schwedischer Schwimmer (* 1891)
- 12. April: Theo Willems, niederländischer Bogenschütze (* 1891)
- 15. April: Friedl Iby, deutsche Kunstturnerin (* 1905)
- 19. April: Pietro Annoni, italienischer Ruderer (* 1886)
- 19. April: Benjamin Bradshaw, US-amerikanischer Ringer (* 1879)
- 26. April: Gustaf Lindblom, schwedischer Dreispringer (* 1891)
- 28. April: Agostinho de Sá, brasilianischer Wasserballspieler (* 1897)

### Mai
- 01. Mai: Hugh Jones, US-amerikanischer Tennisspieler (* 1880)
- 02. Mai: Henry Breckinridge, US-amerikanischer Fechter (* 1886)
- 02. Mai: Nils Widforss, schwedischer Turner (* 1880)
- 04. Mai: Pedro Arispe, uruguayischer Fußballspieler (* 1900)
- 05. Mai: Steen Olsen, dänischer Turner (* 1886)
- 12. Mai: William Moore, britischer Mittel- und Langstreckenläufer (* 1890)
- 15. Mai: Rolf Jacobsen, norwegischer Boxer (* 1899)
- 21. Mai: Rudolf Degermark, schwedischer Turner (* 1886)
- 21. Mai: Emil Janausch, österreichischer Leichtathlet (* 1901)
- 28. Mai: Hans Paschen, deutscher Regattasegler (* 1896)
- 30. Mai: Max Alfthan, finnischer Segler (* 1892)
- 31. Mai: Georg Johnsson, schwedischer Radrennfahrer (* 1907)
- 000Mai: Louis Dufour, Schweizer Eishockeyspieler (* 1901)

### Juni
- 02. Juni: Eugène Trillaud, französischer Automobilrennfahrer (* 1907)
- 05. Juni: Percy Bryant, US-amerikanischer Bobfahrer (* 1897)
- 06. Juni: Christos Mantikas, griechischer Leichtathlet (* 1902)
- 06. Juni: Hermann Rützler, österreichischer Fotograf und Automobilrennfahrer (* 1883)
- 13. Juni: Gaston Delalande, französischer Automobilrennfahrer (* 1874)
- 13. Juni: Ken McArthur, südafrikanischer Marathonläufer und Olympiasieger (* 1881 oder 1882)
- 14. Juni: Vicenç Piera, spanischer Fußballspieler (* 1903)
- 15. Juni: Jerzy Koszutski, polnischer Radrennfahrer (* 1905)
- 18. Juni: Sven Lundgren, schwedischer Leichtathlet (* 1896)
- 19. Juni: Chris Bristow, englischer Formel-1-Rennfahrer (* 1937)
- 19. Juni: Alan Stacey, englischer Formel-1-Rennfahrer (* 1933)
- 20. Juni: John B. Kelly senior, US-amerikanischer Ruderer (* 1889)
- 25. Juni: Carl Alfred Pedersen, norwegischer Turner und Leichtathlet (* 1882)
- 26. Juni: Arkādijs Pavlovs, lettischer Fußballspieler (* 1903)
- 27. Juni: Charlotte Dod, englische Tennisspielerin (* 1871)
- 28. Juni: Juan Jover, spanischer Automobilrennfahrer (* 1903)
- 29. Juni: William Grebe, US-amerikanischer Fechter (* 1869)
- 29. Juni: Karl Lindahl, schwedischer Turner (* 1890)
- 000 Juni: Louis Scott, US-amerikanischer Leichtathlet (* 1889 oder 1891)

### Juli
- 03. Juli: Noël Bas, französischer Kunstturner (* 1877)
- 14. Juli: André Béhotéguy, französischer Ruderer und Rugby-Union-Spieler (* 1900)
- 16. Juli: Gaston Amson, französischer Fechter (* 1883)
- 16. Juli: Evert Jakobsson, finnischer Speerwerfer (* 1886)
- 16. Juli: Julius Thomson, deutscher Fechter (* 1888)
- 18. Juli: Pierre Verdé-Delisle, französischer Tennisspieler (* 1877)
- 22. Juli: Hans Nordvik, norwegischer Sportschütze (* 1880)
- 24. Juli: John Lindroth, finnischer Turner (* 1883)
- 26. Juli: Vilhelm Lindgrén, finnischer Schwimmer (* 1895)
- 26. Juli: Cyril Wright, britischer Segler (* 1885)
- 29. Juli: Kristian Østervold, norwegischer Segler (* 1885)
- 30. Juli: Fernand Bosmans, belgischer Fechter (* 1883)

### August
- 01. August: Horace Bailey, englischer Fußballtorhüter (* 1881)
- 04. August: Frédéric Théllusson, belgischer Automobilrennfahrer (* 1894)
- 15. August: Charles Brookins, US-amerikanischer Leichtathlet (* 1899)
- 15. August: Almighty Voice, kanadischer Lacrossespieler (* 1873)
- 22. August: Eduard Pütsep, estnischer Ringer und Ringertrainer (* 1898)
- 24. August: Edward Benedicks, schwedischer Sportschütze (* 1879)
- 25. August: Robert Foster, US-amerikanischer Schwimmer (* 1891)
- 28. August: Julius Frey, deutscher Schwimmer (* 1881)
- 28. August: Edward Hennig, US-amerikanischer Turner (* 1879)
- 30. August: Jimmy Slattery, US-amerikanischer Boxer im Halbschwergewicht (* 1904)
- 31. August: Gottlieb Perren, Schweizer Skisportler und Bergführer (* 1928)

### September
- 02. September: Max Nathan, deutscher Automobilrennfahrer (* 1919)
- 04. September: Gustave Pelgrims, belgischer Fußballspieler (* 1878)
- 06. September: György Piller, ungarischer Fechter und Fechttrainer (* 1899)
- 07. September: Fernand Delarge, belgischer Boxer (* 1903)
- 07. September: Clive Gallop, britischer Konstrukteur und Automobilrennfahrer (* 1892)
- 10. September: Josephine Sticker, österreichische Schwimmerin (* 1894)
- 12. September: Alfred Healey, britischer Hürdenläufer und Sprinter (* 1879)
- 13. September: Werner Dehn, deutscher Ruderer (* 1889)
- 13. September: Birchall Pearson, kanadischer Leichtathlet (* 1914)
- 14. September: Richard Sjöberg, schwedischer Leichtathlet (* 1890)
- 15. September: Héctor Castro, uruguayischer Fußballspieler und -trainer (* 1904)
- 16. September: Clarence Childs, US-amerikanischer Hammerwerfer (* 1883)
- 20. September: Harry Burt, britischer Sportschütze (* 1875)
- 23. September: Marcel Hussaud, französischer Wasserballspieler (* 1894)
- 24. September: Johnny Thomson, US-amerikanischer Automobilrennfahrer (* 1922)

### Oktober
- 02. Oktober: Jean-François Blanchy, französischer Tennisspieler (* 1886)
- 02. Oktober: Alfred Jäger, deutscher Ruderer (* 1873 oder 1974)
- 03. Oktober: James Woodget, britischer Tauzieher (* 1874)
- 06. Oktober: George Harvey, südafrikanischer Sportschütze (* 1878)
- 10. Oktober: Oliver Horn, US-amerikanischer Wasserballspieler (* 1901)
- 11. Oktober: Clément Thibaudeau, französischer Automobilrennfahrer (* 1900)
- 17. Oktober: Buck Boucher, kanadischer Eishockeyspieler und -trainer (* 1896)
- 19. Oktober: Friedrich Gerdes, deutscher Leichtathlet (* 1910)
- 20. Oktober: Adriano Andreani, italienischer Turner (* 1879)
- 24. Oktober: François Piazzoli, französischer Automobilrennfahrer (* 1886)
- 24. Oktober: Kaarlo Soinio, finnischer Fußballspieler, -schiedsrichter und Kunstturner sowie Sportreporter und -lehrer (* 1888)
- 26. Oktober: Kenkichi Saitō, japanischer Schwimmer und Leichtathlet (* 1895)
- 28. Oktober: Giovanni Canova, italienischer Degenfechter (* 1880)
- 30. Oktober: George Bonhag, US-amerikanischer Leichtathlet (* 1882)

### November
- 01. November: Joseph Fleming, US-amerikanischer Sprinter (* 1883)
- 02. November: Anni Holdmann, deutsche Leichtathletin und Olympiateilnehmerin (* 1900)
- 07. November: Tadeusz Synowiec, polnischer Fußballspieler und -trainer sowie Sportjournalist (* 1889)
- 10. November: Otto Nilsson, schwedischer Leichtathlet (* 1879)
- 11. November: Karl Wegele, deutscher Fußballspieler (* 1887)
- 15. November: Conrad Stein, deutscher Ringer (* 1892)
- 18. November: Franz Kreisel, deutscher Fußballtorhüter, Eishockeyspieler und -trainer sowie -schiedsrichter (* 1890)
- 22. November: Frederick Goodfellow, britischer Leichtathlet und Tauzieher (* 1874)
- 22. November: Stuart Laidlaw, kanadischer Lacrossespieler (* 1877)
- 23. November: Walter Corbett, englischer Fußballspieler (* 1880)
- 24. November: Roscoe Lockwood, US-amerikanischer Ruderer (* 1875)
- 26. November: Hubert Stevens, US-amerikanischer Bobfahrer (* 1890)

### Dezember
- 04. Dezember: Konrad Huber, finnischer Sportschütze (* 1892)
- 06. Dezember: Hjalmar Nyström, finnischer Ringer (* 1904)
- 13. Dezember: Sauli Pälli, finnischer Skisportler (* 1912)
- 17. Dezember: Fred Lauer, US-amerikanischer Wasserballtorhüter (* 1898)
- 17. Dezember: Arne Sejersted, norwegischer Segler (* 1877)
- 18. Dezember: Trygve Schjøtt, norwegischer Segler (* 1882)
- 21. Dezember: Otto Hooff, deutscher Wasserspringer (* 1881)
- 27. Dezember: Muslihittin Peykoğlu, türkischer Fußballspieler und -funktionär (* 1905)
- 28. Dezember: Dynes Pedersen, dänischer Turner (* 1893)
- 29. Dezember: Staņislavs Petkēvičs, polnisch-lettischer Leichtathlet (* 1908)
- 30. Dezember: Joseph Jackson, US-amerikanischer Sportschütze (* 1880)

### Datum unbekannt
- Charles Delporte, belgischer Fechter (* 1893)
- Joško Janša, jugoslawischer Skilangläufer (* 1900 od. 1902)
- Dave Marsh, englischer Radrennfahrer (* 1894)
- Edward Pepper, britischer Turner (* 1879)
- Hans Schwarz, deutscher Ringer (* 1883)
- Dorothy Wright, britische Seglerin (* 1889)